# Cleone (Kalifornija)
Cleone je naseljeno područje za statističke svrhe u američkoj saveznoj državi Kalifornija. Prema popisu stanovništva iz 2010. u njemu je živjelo 618 stanovnika.